# Station Bourg-la-Reine
Bourg-la-Reine is een station gelegen in de Franse gemeente Bourg-la-Reine en het departement van Hauts-de-Seine.

## Geschiedenis in jaartallen
- 7 juni 1846: Het station werd geopend
- 18 januari 1938: Het traject waar Bourg-la-Reine aan gelegen is werd onderdeel van de Ligne de Sceaux
- 9 december 1977: RER B doet dienst langs het station

## Het station
Bourg-la-Reine ligt aan RER B en is de laatste overstapmogelijkheid tot het traject zich splitst. Voorbij het station rijden de treinen richting het westen (Robinson) en het zuiden (Saint-Rémy-lès-Chevreuse). Voor Carte Orange gebruikers ligt Bourg-la-Reine in zone 3.

## Overstapmogelijkheid
Er is een overstapmogelijk tussen verschillende buslijnen
- RATP
  - zeven buslijnen

- Paladin
  - vier buslijnen

- Daniel Meyer
  - twee buslijnen

- Noctilien
  - twee buslijnen

## Vorige en volgende stations
| Richting                    | Vorig station  | Lijn  | Volgend station | Richting                                             |
| --------------------------- | -------------- | ----- | --------------- | ---------------------------------------------------- |
| Robinson B2                 | Sceaux         | RER B | Bagneux         | Aéroport Charles de Gaulle 2 TGV B3 Mitry - Claye B5 |
| Saint-Rémy-lès-Chevreuse B4 | Parc de Sceaux | RER B | Bagneux         | Aéroport Charles de Gaulle 2 TGV B3 Mitry - Claye B5 |